# Los versos del capitán
Los versos del capitán es un libro del poeta chileno Pablo Neruda (1904-1973), ganador del Premio Nobel de Literatura en 1971. Fue publicado por primera vez de manera anónima en Italia en 1952, impreso por el amigo del autor Paolo Ricci. Apareció por primera vez bajo la autoría de Neruda en Chile en 1963, con una nota explicativa de su autor de por qué decidió quitarle el anonimato, con firma en Isla Negra en noviembre de ese año.
En una reedición de 2003 de la Editorial Sudamericana, fue acompañada de un prólogo del poeta uruguayo Mario Benedetti. El libro posee además una Carta-prólogo firmada por Rosario de la Cerda en La Habana, el 3 de octubre de 1951, en la cual se refiere a estos versos de amor, escritos a ella por «el Capitán».

## Estructura
El libro está dividido en cinco grupos de poemas breves, y finaliza con dos poemas de mayor longitud, titulados «Epitalamio» y «La carta en el camino». Los distintos poemas son los siguientes:
| El amor - En ti la tierra - La reina - El alfarero - 8 de septiembre - Tus pies - Tus manos - Tu risa - El inconstante - La noche en la isla - El viento en la isla - La infinita - Bella - La rama robada - El hijo - La tierra - Ausencia | El deseo - El tigre - El cóndor - El insecto Las furias - El amor - Siempre - El desvío - La pregunta - La pródiga - El daño - El pozo - El sueño - Si tú me olvidas - El olvido - Las muchachas - Tú venías | Las vidas - El monte y el río - La pobreza - Las vidas - La bandera - El amor del soldado - No sólo el fuego - La muerta - Pequeña América Oda y germinaciones - I - II - III - IV - V - VI Epitalamio La carta en el camino |